# Chaim Bloch
Chaim Bloch of Chajim Bloch (Jiddisch: חײם בלאך; Hebreeuws: חיים בלוך) (Bocicoiu Mare was Nagy Bocsko, Galicië, 27 juni 1881 – New York, 23 januari 1973) was een uit het huidige Oekraïens-Roemeens grensgebied stammende chassidische en kabbalistische schrijver en rabbijn.
Chajim Bloch trouwde in 1904 met de uit Narajow (Galicië) stammende Golda (Gusta) Landmann. Ze kregen twee dochters: Regina Neugroeschel-Bloch (geb. 1905) en Mirjam Bloch-Berger (geb. 1910). Bloch was rabbijn en filosoof en bestudeerde de Kabbala. Na de opmars van de Russen in 1914 week hij uit naar Wenen. In 1915 werkte hij als legerrabbijn in het Hongaarse leger. In deze tijd schreef hij het boek De Praagse Golem.
Van 1918 tot 1920 was hij rabbijn van de joodse gemeente Liesing bij Wenen. Vanaf 1933 keerde hij zich tegen de verspreiding van antisemitische pamfletten, die vooral de legende van ritueel moordende Joden als inhoud hadden. In maart 1938 werd hij door de nazi's  gearresteerd en naar een concentratiekamp overgebracht. 
Via Nederland kon hij uitwijken naar de Verenigde Staten. Daar publiceerde hij het boek Das Jüdische Amerika - Wahrnehmungen und Betrachtungen, over het joodse leven in de Verenigde Staten. Hij schreef ook in het Hebreeuws, Engels en Jiddisch. In 1963 werd hij nagenoeg blind.